# Cormocephalus granulosus
Cormocephalus granulosus är en mångfotingart som beskrevs av Ribaut 1923. Cormocephalus granulosus ingår i släktet Cormocephalus och familjen Scolopendridae.
Artens utbredningsområde är Nya Kaledonien. Inga underarter finns listade i Catalogue of Life.